# Alyson Michalka
Alyson Michalka (født 25. marts 1989 i Torrance, Californien) er en amerikansk skuespiller og musiker, særligt kendt for sin som rolle som Keely Teslow i tv-serien Phil fra fremtiden på Disney Channel. Hun medvirker i "bandslam" hvor hun spiller Charlotte. Hun medvirker endvidere i Disney Channels film Cowbells hvor hun spiller sammen med hendes søster Amanda.
Alyson Michalka optræder med sin søster Amanda Michalka under navnet Aly & Aj. Hun har medvirket i filmen "Easy A" som hovedpersonens bedste veninde, og er nu med i en ny serie kaldet "Hellcats". Udover det, er hun også med i serien Izombie hvor hun spiller Peyton, Olivia Moore's roommate.